# Amândio Tomás
Amândio José Tomás (ur. 23 kwietnia 1943 w Cimo da Vila da Castanheira) – portugalski duchowny rzymskokatolicki, biskup Vila Real w latach 2011-2019.

## Życiorys
Święcenia kapłańskie otrzymał 15 sierpnia 1967 i został inkardynowany do diecezji Vila Real. W latach 1969–1977 pracował jako wykładowca seminariów w Lamego, Vila Real i Porto. W 1976 podjął studia licencjackie z biblistyki na rzymskim Papieskim Instytucie Biblijnym, ukończone trzy lata później. Od 1980 był związany z Papieskim Kolegium Portugalskim, którego był najpierw wicerektorem, a w latach 1982-2001 rektorem.
5 października 2001 papież Jan Paweł II mianował go biskupem pomocniczym Évory, ze stolicą tytularną Feradi Maius. Sakry biskupiej udzielił mu 6 stycznia 2002 w Watykanie sam papież.
8 stycznia 2008 został mianowany biskupem koadiutorem diecezji Vila Real. Rządy w diecezji objął 17 maja 2011 po przejściu poprzednika na emeryturę.
11 maja 2019 przeszedł na emeryturę.